# Le Nez qui voque
Le Nez qui voque est un roman de l'écrivain et dramaturge québécois Réjean Ducharme. Il fut publié chez Gallimard en 1967, soit un an après la parution de L'Avalée des avalés, œuvre qui avait valu à l'auteur le Prix du Gouverneur général ainsi qu'une nomination au Prix Goncourt. Malgré l'ordre des publications, il est le premier roman écrit par Ducharme.
Comme l'ensemble des romans de Ducharme, Le Nez qui voque prend la forme d'un monologue intérieur proche du courant de conscience. Il dépeint les pensées d'un adolescent « farouchement individualiste », surnommé Mille Milles, et sa détestation du monde des adultes. Le style ressemble au langage parlé et contient de nombreux jeux de mots, néologismes et emprunts au joual, un sociolecte du français québécois.
Le roman constitue à la fois un adieu à l'enfance et une réflexion sur le langage. Le personnage de Mille Milles, qui projette de se suicider pour ne jamais devenir un adulte, apprend progressivement à accepter son vieillissement. Au fil de sa transformation, il dénonce l'inaptitude des mots à décrire la réalité, critique la littérature et remet en question le concept d'identité personnelle. Au terme du livre, il propose de rejeter tout ce qui dépasse l'expérience immédiate.

## Résumé
Le narrateur est un adolescent de 16 ans, qui se présente sous le pseudonyme de Mille Milles. L'action se déroule principalement dans une chambre située au 417 de la rue de Bonsecours, face à la Chapelle Notre-Dame-de-Bon-Secours, à Montréal, et est centrée autour du narrateur et d'une adolescente de 14 ans, dont le nom véritable est Ivugivic mais à laquelle Mille Milles s'adresse par le nom « Chateaugué », allusion à Châteauguay, ville du Québec.
Mille Milles parle de Chateaugué comme étant sa sœur, non pas de sang mais de l'air. Les deux protagonistes ont conclu un pacte de suicide dont la date n'a pas été choisie, ou n'est pas révélée au lecteur. Au fil du roman, Réjean Ducharme fait choisir à ses personnages un autre mot, tiré au hasard du dictionnaire, pour le substituer au mot « suicide ». Ce mot sera remplacé par « branle-bas », et le verbe « suicider » (ou « branle-basser ») sera conjugué conséquemment par les deux héros.« Suicide » (ou « branle-bassement ») n'est pas à entendre dans le sens d'un acte désespéré, ultime, mais il s'agit pourtant encore là d'un acte solutionnaire, d'évitement. Ils veulent éviter de devenir adultes, car « [d]evenir adulte, c'est entrer, être pris de plus en plus, dans le royaume du mal ». Mille Milles et Chateaugué éprouvent du dégoût et du mépris pour l'adulte, triste résultat d'une corruption par les pulsions sexuelles et être sale, ignoble, laid. L'adulte représente l'enfant mort, substitué par un corps sexué qui ne vit pas, mais qui « survit ».
Les deux personnages vivent un amour chaste, sur lequel l'amitié prédomine. Ils dorment dans le même lit, mais ne s'embrassent même pas. Le refus de passer à l'âge adulte et la nécessité d'avoir des rapports physiques sont, avec la mort, les thèmes principaux du récit.
Mille Milles évoque parfois ce qui semble être la masturbation, exprimée dans les mots de Ducharme par le verbe « s'hortensesturber ». Éventuellement, Mille Milles et Chateaugué décident de se fondre en une seule identité, qu'ils baptiseront « Tate ».
Or, leur mode de vie les conduit à un cloisonnement malsain et éventuellement dysfonctionnel. La vie les rattrape. De surcroît, selon les apparences, Mille Milles est en train de devenir un homme. Il se sait perverti et obsédé par le sexe et par « l'hortensestubation ». Il commence aussi à « flirter » avec l'adulte qui croît en lui au contact de Questa, une épouse désillusionnée, ivrognesse et mère de trois petites Anne. Il finit même par travailler comme plongeur dans un restaurant grec, suivi de Chateaugué, alors serveuse. L’amitié entre Mille Milles et Chateaugué se fissure de plus en plus, et l’idée de suicide disparaît, laissant la jeune fille toute penaude. Enfin, l’irréversible survient, et Tate est disloqué, marqué par la mort de l’enfant et la survie de l’adulte.

## Récompenses
- Prix littéraire de la Province de Québec (1967)

## Réception
À la parution du roman en 1967, un compte-rendu de Jean-Cléo Godin souligne le côté « neuf, précieux, et très beau » de l’ouvrage, tout en lui reprochant une certaine « verbosité » et un usage inconsidéré des jeux de mots.

## Adaptation au cinéma
- 1973 : Le Grand Sabordage, film franco-québécois réalisé par Alain Périsson, d'après le roman Le Nez qui voque, avec Nathalie Drivet, Pascal Bressy et Luce Guilbeault[5].